# Heavens-Above
Heavens-Above je neprofitna spletna stran, ki jo je razvil in ustvaril Chris Peat kot Heavens-Above GmbH. Spletna stran pomaga ljudem pri opazovanju nočnega neba in prehodov satelitov brez pomoči binokularja ali teleskopa. Prikaže tudi natančno zvezdno karto, ki kaže pot satelita skozi oddaljene zvezde. Posebna pozornost je namenjena MVP, bliskom Iridiumov in ostalim satelitom. Na spletni strani so bile tudi dosegljive poti vesoljskih misij dokler se ni program ustavil julija 2011. Spletna stran nam odpira pogled tudi na komete, asteroide, planete in ostala nebesna telesa.
Revija Sky & Telescope je opisala Heavens-Above kot "najpopularnejšo spletno stran za opazovanje satelitov".
Uporabnik klikne na zemljevid sveta, da si nastavi svojo lokacijo. Dani so seznami objektov, njihovi siji, časi ter smeri za opazovanje. Dane so tudi vesoljske postaje, rakete, sateliti, kot tudi Sonce, Luna in planetarni podatki.
Avtor je izdal tudi brezplačno mobilno aplikacijo, ki poda veliko prej naštetih podatkov.